# Boston-Marathon 1955
| 59. Boston-Marathon    | 59. Boston-Marathon        |
| ---------------------- | -------------------------- |
| Stadt                  | Boston, Vereinigte Staaten |
| Datum                  | 19. April 1955             |
| Distanz                | 41,1 – 42,2 Kilometer      |
| Sieger                 |                            |
| Männer                 | Hideo Hamamura (2:18:22 h) |
| ← Boston-Marathon 1954 | Boston-Marathon 1956 →     |
| Website                | Offizielle Website         |

Der Boston-Marathon 1955 war die 59. Ausgabe der jährlich stattfindenden Laufveranstaltung in Boston, Vereinigte Staaten. Der Marathon fand am 19. April 1955 statt. Die Laufdistanz betrug zwischen 41,1 und 42,2 Kilometer.
Es gewann Hideo Hamamura in 2:18:22 h.

## Ergebnis
| Platz | Athlet                    | Land               | Zeit (h) |
| ----- | ------------------------- | ------------------ | -------- |
| 01    | Hideo Hamamura            | Japan              | 2:18:22  |
| 02    | Eino Pulkkinen            | Finnland           | 2:19:23  |
| 03    | Nicholas Costes           | Vereinigte Staaten | 2:19:57  |
| 04    | Paavo Kotila              | Finnland           | 2:20:16  |
| 05    | Reynaldo Gorno            | Argentinien        | 2:20:28  |
| 06    | Gustaf-Nils Jansson       | Schweden           | 2:21:40  |
| 07    | Yoshitaka Uchikawa        | Japan              | 2:22:40  |
| 08    | Tadaaki Tanabe            | Japan              | 2:26:08  |
| 09    | Esekiel Santos Bustamante | Argentinien        | 2:27:51  |
| 10    | Rodolfo Mendez            | Puerto Rico        | 2:28:30  |